# Бииктау (Ишимбайский район)
Бииктау (баш. Бейектау) — горный хребет на Южном Урале. Находится на территории Ишимбайского и Гафурийского районов Башкортостана.
Хребет вытянут по меридиану от слияния рек Ряузяк и Зиган до села Красноусольский Гафурийского района.
Длина хребта — 25 км, ширина — около 4 км, высота — 350 м. Склоны расчленены ложбинами глубиной около 80—100 метров.
Сложен из гипса, ангидритов кунгурского яруса и красноцветного песчаника уфимского яруса верхней перми. Рельефы — воронки, колодцы, пещеры, исчезающие реки и карстовые источники.
На хребте берут начало реки Карламан, Ближний Тюлькас и Малая Арметка. Ландшафты — широколиственные леса из ильма, липы и клёна. Луга используются под пастбища и сенокосы.

## Топонимика
Название в переводе с башкирского Бейектау — высокая гора.